# Löwenbräu
Löwenbräu je pivovar v Mnichově, který produkuje pivo podle starobylého bavorského nařízení Reinheitsgebot zaručujícího stálou kvalitu.

## Historie
Jako datum založení pivovaru je uváděn rok 1383, pro toto tvrzení však neexistují důkazy a první potvrzená písemná zmínka o jeho existenci pochází až z roku 1746. Jeho název znamená v překladu „lví pivovar“ a je odvozen od fresky zobrazující biblického Daniela v jámě lvové. V roce 1810 se pivovar poprvé zúčastnil mnichovského Oktoberfestu. V roce 1818 se stal majitelem Georg Brey, který rozšířil výrobu a přestěhoval podnik do Nymphenburger Straße. V roce 1872 se pivovar stal akciovou společností. Roku 1883 byla na náměstí Stiglmaierplatz otevřena pivovarská restaurace Löwenbräukeller podle plánu architekta Alberta Schmidta. 
Na přelomu 19. a 20. století byl Löwenbräu největším výrobcem piva v Německu a vyvážel svou produkci do 150 zemí. Jeho majetkem byla také restaurace Bürgerbräukeller, známá jako dějiště pivního puče v roce 1923. Roku 1928 překročil jeho výstav poprvé v dějinách Mnichova hranici milionu hektolitrů. V roce 1945 byla budova pivovaru těžce poškozena bombardováním. Po válce byla výroba obnovena, ale pivovar již ztratil vedoucí postavení na trhu.
Díky montrealské Světové výstavě 1967 získalo pivo Löwenbräu značnou popularitu v Severní Americe, kde vlastní licenci k jeho výrobě Labatt. Na World Beer Cupu v USA v roce 2016 získala značka Löwenbräu Original zlatou medaili.
V roce 1997 se firma sloučila s dalším mnichovským pivovarem Spaten-Franziskaner-Bräu a od roku 2007 oba patří nadnárodní společnosti Anheuser-Busch InBev.
Löwenbräu je jedním z držitelů ochranné značky Münchner Bier, kteří se mohou prezentovat na Oktoberfestu. Pro tuto akci vaří pivo typu märzen zvané podle festivalové louky Wiesenbier. Dalším z jeho produktů je silný bock Triumphator s obsahem původní mladiny přes 16 °, slavnostně narážený v postní době.
Theodor Fontane zmiňuje Löwenbräu ve svém románu Stechlin.

## Produkty
- Löwenbräu Original
- Löwenbräu Dunkel
- Löwenbräu Triumphator
- Löwenbräu Alkoholfrei
- Löwenbräu Urtyp
- Löwenbräu Löwen Weisse
- Löwenbräu Radler
- Löwenbräu Oktoberfestbier